# Horst Karasek
Horst Karasek (* 7. Oktober 1939 in Wien; † 25. November 1995 in Frankfurt am Main) war ein deutscher Schriftsteller, Publizist und Erzähler.

## Leben und Werk
Karasek war ein jüngerer Bruder von Hellmuth Karasek. Während des Kriegs zog die Familie zunächst nach Stollberg/Erzgeb., 1944 nach Bernburg (Saale) und schließlich nach Laichingen. In Würzburg begann Karasek zu studieren und zu schreiben. Er gründete u. a. mit Karl Heinz Roth die literarische Zeitschrift „Die Sonne“. An den Universitäten Würzburg, München und Frankfurt am Main studierte er Germanistik, Psychologie und Soziologie. In Frankfurt am Main ließ er sich nieder.
1970 erschien Wohnhaft im Westend, in dem er zusammen mit Helga M. Novak die Umwandlung des bürgerlichen Frankfurter Stadtteils Westend durch Abriss und Vertreibung der Mieter von einem Wohnquartier zu einer Bürolandschaft beschrieb. Die Autoren berichten „in ihren veröffentlichten ‚Dokumenten‘ in einer nüchternen, sich des Kommentars enthaltenden Sprache (die vermittelten Fakten sprechen eindeutig genug) von dieser Umschichtung.“
Horst Karasek galt als Anhänger anarchistischer Gruppierungen und Experte für historische Volksaufstände, wobei ihn vorzugsweise die Geschichte der gescheiterten Utopien interessierten. In ihnen sah Karasek Vorläufer der 68er-Bewegung. Er untersuchte die Bewegung deutscher Anarchisten im Chicago des auslaufenden 19. Jahrhunderts in Haymarket (1975) ebenso wie die Münsteraner Kommune der Wiedertäufer (1977) oder den gescheiterten Aufstand des Frankfurter Lebkuchenbäckers Fettmilch (Der Fedtmilch-Aufstand, 1979). 1980 wurde Karasek zum Chronisten der Startbahn-West-Gegner, die auf dem vorgesehenen Bauplatz am Rhein-Main-Flughafen ein Hüttendorf mit einer „Schreiberei“ errichtet hatten. Noch 1981 wurde diese Widerstandschronik unter dem Titel „Das Dorf im Flörsheimer Wald“ veröffentlicht.
Bereits Ende der 1970er-Jahre wurde bei Karasek eine Niereninsuffizienz diagnostiziert, deren Belastung und Behinderung er ab 1985 in den Mittelpunkt seiner schriftstellerischen Arbeit stellte. In Blutwäsche. Chronik eines eingeschränkten Lebens schildert er detailliert seine Auseinandersetzung mit der Krankheit, dem Leben im Takt der regelmäßigen Bauchfelldialyse und das (vergebliche) Hoffen auf eine Nierentransplantation.
Die letzten Lebensmonate verbrachte er schreibend und mit einem Moped durch die Weinlandschaft des Chablis streifend in einem ehemaligen Pfarrhaus in Sainte-Vertu, Département Yonne, das seine in Frankreich lebende Schwester zu einem Feriensitz ausgebaut hatte. Die Erfahrungen dieser letzten Zeit beschrieb er in dem 1998 posthum erschienenen Buch Rasend das Herz. Chronik eines zu Ende gehenden Lebens.

## Werke
- mit Helga M. Novak: Wohnhaft im Westend: Dokumente, Berichte, Konversation (= Luchterhand-Druck, Luchterhand-Typoskript, Band 10). Luchterhand, Neuwied / Berlin 1970, DNB 457717106.
- Die Kommune der Wiedertäufer (=Wagenbachs Taschenbücherei, Band 16), Wagenbach, Berlin 1978, ISBN 3-8031-2016-0.
- Der Fedtmilch-Aufstand oder wie die Frankfurter 1612/14 ihrem Rat einheizten (= Wagenbachs Taschenbücherei, Band 58). Wagenbach, Berlin 1979, ISBN 3-8031-2058-6.
- Der Brandstifter, Lehr- und Wanderjahre des Maurergesellen Marinus van der Lubbe, der 1933 auszog, den Reichstag anzuzünden (= Wagenbachs Taschenbücherei, Band 73). Wagenbach, Berlin 1980, ISBN 3-8031-2073-X.
- Das Dorf im Flörsheimer Wald. Eine Chronik vom alltäglichen Widerstand gegen die Startbahn West. Luchterhand, Darmstadt/Neuwied 1981, ISBN 3-472-61368-8
- Blutwäsche. Chronik eines eingeschränkten Lebens. Luchterhand, Darmstadt/Neuwied 1985, ISBN 3-472-86616-0
- Das Haus an der Grenze. Eine Fluchtgeschichte. Luchterhand, Darmstadt/Neuwied 1987, ISBN 3-472-61690-3
- Die Stelzer. Ein historischer Roman. Luchterhand, Frankfurt 1990, ISBN 3-630-86751-0
- Die Vierteilung: wie dem Königsmörder Damiens 1757 in Paris der Prozess gemacht wurde; geschildert von Sanson, Henker, Bouton, Wachposten, Lebreton, Gerichtsschreiber, Voltaire, Geschichtsschreiber, Casanova, Lebemann (= Wagenbachs Taschenbücherei, Band 230). Wagenbach, Berlin 1994, ISBN 3-8031-2230-9.
- Rasend das Herz. Chronik eines zu Ende gehenden Lebens. Mit einem Vorwort von Hellmuth Karasek. Luchterhand, München 1998, ISBN 3-630-86995-5